# Brachionopus annulatus
Brachionopus annulatus là một loài nhện trong họ Theraphosidae.
Loài này thuộc chi Brachionopus. Brachionopus annulatus được William Frederick Purcell miêu tả năm 1903.